# Le Deuxième Homme (film, 1998)
Pour les articles homonymes, voir Le Deuxième Homme.
Le Deuxième Homme est un moyen métrage français réalisé par Annette Dutertre, sorti en 1998. 

## Synopsis
Des femmes agricultrices font part de leurs expériences professionnelles et familiales dans un monde rural en mutation.

## Fiche technique
- Titre : Le Deuxième Homme
- Réalisation : Annette Dutertre
- Scénario : Annette Dutertre
- Production : Lazennec Bretagne - INPAR
- Pays d'origine :  France
- Durée : 52 minutes
- Date de sortie : 1998

## Distinctions
- 1998 : Prix du documentaire au Festival de Douarnenez[1]